# جورج ميرسير دوسن
جورج ميرسير دوسن هو إحاثي وجيولوجي كندي، ولد في 1 أغسطس 1849 في Pictou ‏ في كندا، وتوفي في 2 مارس 1901 في أوتاوا في كندا.